# Pyléa
Pyléa (grec moderne : Πυλαία) est une localité et un ancien dème de Macédoine-Centrale en Grèce.
Selon le recensement de 2011, la population du dème et de la ville s'élève à 34 625 habitants.